# 密涅瓦大学
凯克研究所的密涅瓦学校（英語：Minerva Schools at Keck Graduate Institute），簡稱密涅瓦大学，是由密涅瓦项目和凯克研究所（KGI）共同创办。有大學部以及決策科学硕士班，大學部會在四年內移動至美國舊金山、印度海德拉巴、韓國首爾、阿根廷布宜諾斯艾利斯、德國柏林、英國倫敦和台灣台北等7座城市進行沉浸式學習，全程採用線上授課。